# George Koppehele’sche Familienstiftung
Die George Koppehele’sche Familienstiftung mit Sitz in Magdeburg ist eine im Jahr 1604 durch den Magdeburger Domvikar Georgius Koppehele gegründete Familienstiftung, welche bis etwa 1921 die Nachfahren der Geschwister des Stifters mit nach besonderen Grundsätzen vergebenen Stipendien und Unterstützungen förderte.

## Gründung
Die Gründung erfolgte durch Testament des am 16. Dezember 1604 verstorbenen Georgius Koppehele. Dieser war 1538 im zum Erzbistum Magdeburg gehörigen Gräfendorf geboren worden, studierte Theologie, möglicherweise auch Jura und wurde schließlich oberster Vicar (summus vicarius) am Magdeburger Dom und gegen Ende seines Lebens Canonicus bzw. Stiftherr an der erzbischöflichen Hofkapelle und Kollegiatstift St. Gangolf. Sein bronzenes Epitaph befindet sich im Magdeburger Dom.

## Stiftungsgedanke
Koppehele verfügte in seinem Testament, dass sein Vermögen nicht angegriffen werden dürfe, sondern aus den jährlich aufkommenden Zinsen Stipendien und Unterstützungen an die Nachkommen seiner Geschwister:
- 1. Thomas (1530–1630),
- 2. Margarethe (1535–1601),
- 3. Anna (1536–1575) und
- 4. Elisabeth Koppehele

ausgezahlt werden sollen. Die Zugehörigkeit zur Familie Koppehele ist folglich nicht auf den Mannesstamm mit Namen Koppehele beschränkt, sondern schließt sämtliche Töchternachkommen sämtlicher folgender Generationen mit ein, sofern eine Blutsverwandtschaft in direktier Linie zu den Geschwistern des Stiftungsgründers vorliegt. Stipendien wurden vergeben:
- an männliche Angehörige für ein Studium oder das Erlernen eines Handwerks,
- an weibliche Angehörige: für eine Aussteuer.

Des Weiteren erfolgte mit Stiftungsgeldern eine Unterstützung von Angehöriger im Alter.

## Stiftungsgeschichte

### Aktive Zeit der Stiftung (1604 bis 1921)
Das Domkapitel unter Aufsicht des Domherren verwaltete zwei Jahrhunderte lang die Stiftung und hielt durch Aufstellung von Stammtafeln erbberechtigte Zweige der Familie fest. Nach Auflösung des Domkapitels und Erzbistums unter napoleonischer Besatzung Magdeburgs (1806–1814) wurde das Kirchenvermögen durch den Preußischen Staat übernommen. In diesem Zuge kam auch die Stiftung unter Aufsicht der Preußischen Regierung. An der Spitze der Stiftung stand von nun an ein von der Familie aus ihrem Kreis gewähltes und von der Regierung bestätigtes Kuratorium. Dieses bestand aus drei Familienmitgliedern und hatte seinen Sitz in Magdeburg.
Über die Frühzeit der Stiftungsgeschichte informiert die Präambel des Stiftungsreglements von 1835 (die dritte Satzung seit Stiftungsgründung), welche durch Familienbeschluss vom 23. Oktober 1834 und 5. Januar 1835 verabschiedet wurde:
„Georg Coppehl, Vikarius bei dem hiesigen Domstift, und zugleich Canonikus Sub Aula, welcher am 16ten Dezember 1604 verstorben ist, hat in seinem Testamente über sein Vermögen zu Gunsten seiner Verwandten, welche von seinen Brüdern und Schwestern abstammen, verfügt; das Testament ist jedoch so wenig im Original, als in der Abschrift vorhanden, vielmehr, wahrscheinlich bei der im 30 jährigen Kriege erfolgten Zerstörung von Magdeburg, abhanden gekommen. Da man sonach über die eigentlichen und ursprünglichen Anordnungen des Testators in Unwissenheit war, so verfuhr man nach seinem Willen, wie sich dieser freilich unvollkommen aus den Testamentsrechnungen und anderen unvollständigen Nachrichten ergab, bis zum 15. März 1765, wo auf Veranlassung der von mehreren Interessenten eingegangenen Beschwerden ein von dem Domkapitel, welches die Stiftung verwaltete, am 16 ten November 1755 wegen Verwendung der Revenüen [= Einkünfte aus dem Stiftungsvermögen] abgefaßtes Reglement von der hiesigen Königlichen Regierung genehmigt wurde.
Dieses Reglement ist jedoch an sich sehr mangelhaft, insbesondere aber durch veränderten Umständen, wie durch Aufhebung des Domkapitels und durch die Vergrößerung der Coppehl’schen Familie, für die jetzige Verwaltung der Stiftung fast ganz unzureichend geworden.
Es ist daher allerdings dringendes Bedürfnis geworden, durch ein anderweites Reglement sowohl 
- A. die künftige Administration des Stiftungs-Vermögens, als auch
- B. die Grundsätze, wonach die aufkommenden Revenüen unter die genußberechtigten Mitglieder der Familie verteilt werden sollen, festzustellen

und hat deshalb das hiesige königliche Pupillen-Collegium [= Vormundschaftsgericht], unter dessen Oberaufsicht die Stiftung steht, den Entwurf eines solchen Reglements angeordnet.“
Laut diese Satzung bestand das Stiftungsvermögen im Jahre 1835 neben Barvermögen aus
Pachterträgen von 
- Ländereien bei Jüterbog
- 16 Morgen Ackerland bei Schönebeck
- einer Wiese bei Magdeburg
- einer Wiese jenseits der Elbe bei Salbke.

Hinzu kamen von verschiedenen Bauerngütern der Magdeburger Gegend entrichteten Getreidepachten.

### Stiftung ohne Vermögen (1921 bis 1945)
Die entscheidende Zäsur in der Stiftungsgeschichte erfolgte in den Jahren 1921/22, in denen der Grundbesitz als eigentlicher Vermögensgrundstock der Stiftung von den damals amtierenden Kuratoren eigenmächtig (wohl vornehmlich zum Zweck der eigenen Bereicherung) veräußert wurde. Über diesen Schritt waren zuvor weder die Familienangehörigen, noch die zuständige Aufsichtsbehörde informiert worden. Durch grobe Täuschungsmanöver gelang es den ehemaligen Kuratoren, sich aus der Rechenschaft zu ziehen. Der Erlös dieser Verkäufe wurde in staatliche Goldpfandbriefe angelegt, die vom Staat bis 1937 noch nicht zurückerstattet waren. Ob eine Einlösung der Goldpfandbriefe jemals erfolgte und wo, falls dies der Fall war, die entsprechenden Gelder verblieben sind, ist bislang immer noch ungeklärt.
Was vom einstmaligen Barvermögen der Stiftung übrigblieb, war ein kaum nennenswertes Restvermögen auf einem Konto der Magdeburger Sparkasse, auf das jedoch nach 1945 nicht mehr zugegriffen werden konnte, da alle Unterlagen der Sparkasse bei der Bombardierung Magdeburgs 1945 vernichtet wurden.

### Versuch einer Rekonstituierung (1935 bis 1945)
1935 wurde von Familienmitgliedern der „Familienverband des Geschlechts Koppehele“ mit Hauptsitz in Berlin (Ortsgruppen in Jüterbog, Luckenwalde, Magdeburg, Halle und Dessau) begründet. Dieser dem Nationalsozialismus nahestehende Familienverband war zunächst in der Absicht gegründet worden, den 1921/22 veräußerten Grundbesitz der Stiftung wiederzubeschaffen. Darüber hinaus hatte er sich der „Sippenforschung“ bzw. „Sippenpflege“ verschrieben und publizierte in diesem Rahmen ein eigenes kleines Periodicum. Wenngleich dessen Mitglieder sich zumeist aus dem Personenkreis der stiftungsberechtigten Familienangehörigen (Nachkommen der Geschwister des Stiftungsgründers) rekrutierten, handelte es sich beim Familienverband um eine separate, von der Stiftung unabhängige Körperschaft.

### Ruhen der Stiftung (1945 bis 2005)
Da nach den Luftangriffen auf Magdeburg 1945 weder verlässlichen Dokumente zur aktuellen Vermögenslage noch zum Kuratorium der Koppehl’schen Stiftung greifbar waren, wurde die Stiftung vom Rat der Stadt Magdeburg, der nunmehr zuständigen Verwaltungsbehörde, fortan einfach ignoriert. So ist ihr zumindest, im Gegensatz zu zahlreichen anderen Magdeburger Familienstiftungen, eine Auflösung erspart geblieben.
Wie auch Urkunden aus den Jahren 1954 (Landesarchiv Sachsen-Anhalt) belegen, ist somit von einem Fortbestehen der Stiftung auszugehen.

### Wiederbelebung seit 2005
Angeregt durch den 400. Jahrestag der Stiftungsgründung im Jahre 2004 wurde 2005 der „Interessenskreis der Koppehl’schen Familienstiftung 1604“ gegründet, als Interessensvertretung der Nachfahren der Geschwister des Stiftungsgründers. Der Interessenskreis widmet sich seither der Erforschung der Stiftungsgeschichte und setzt sich für eine Wiederbelebung der alten Familienstiftung ein. Auf seine Anregung lief seit dem Jahre 2005 ein offizielles Prüfungsverfahren, das die Wiederherstellung der Stiftung von Amts wegen zum Ziel hatte. Mitte 2010 konnte schließlich eine Eintragung der Stiftung in das Stiftungsverzeichnis des Landes Sachsen-Anhalt unter der vorläufigen Registernummer 306-LSA-11741-225 erfolgen, womit formell der Fortbestand der Stiftung festgestellt wurde. Am 23. Oktober 2010 konnte auf dieser Grundlage das erste Familientreffen der Nachkriegszeit veranstaltet werden. Hierbei wurde eine aktualisierte, zeitgemäße Fassung der Stiftungssatzung aus dem Jahr 1835 erarbeitet und satzungsgemäß ein neuer Stiftungsvorstand in Gestalt von drei Kuratoren gewählt. Die Stiftung führt aktuell den Namen „Familienstiftung des Georg Koppehele“.

## Stiftungsakten
Umfangreiches Stiftungsmaterial, das die Jahre von ca. 1630 bis 1962 umfasst, ist in verschiedenen Archiven erhalten geblieben.
Im Stadtarchiv Jüterbog befindet sich eine Aufstellung der stiftungsberechtigten Familienmitglieder. Es handelt sich um drei Bände mit Stammlinien, die Angaben zu über 5000 Nachkommen der Geschwister des Georgius Koppehele beinhalten. Da in einem Zweig der Familie Koppehele ein Lutheride (ein Nachkomme Martin Luthers) eingeheiratet hat, findet sich des Weiteren ein (kleiner Teil) der Koppehele-Nachkommen im Luther-Nachkommenbuch (ed. B. Clasen) verzeichnet.
Weitere Dokumente finden sich im Jüterboger Stadtmuseum, im Landeshauptarchiv Sachsen-Anhalt (Magdeburg), sowie im Archiv des Konsistoriums bzw. Kirchenamts Magdeburg. Des Weiteren im Geheimen Staatsarchiv Preußischer Kulturbesitz zu Berlin-Dahlem, im Brandenburgischen Landeshauptarchiv Potsdam, im Archiv des genealogischen Vereins Herold, ebenfalls Berlin-Dahlem (Sammlung von Nachlässen), bei der Genealogischen Gesellschaft in Leipzig, im Vereinsarchiv der Arbeitsgemeinschaft Genealogie Magdeburg, sowie beim Fläming-Flandern e.V. der Lutherstadt Wittenberg.
Die genannten Archivalien dürften auch von nicht unerheblichem genealogischen Interesse sein, da sie vielfach älteres Material bieten als die Kirchenbücher derjenigen Ortschaften, in denen die Stiftungsangehörigen lebten.

## Bekannte Angehörige
Bekannte Nachfahren der Koppehele-Geschwister (und somit zum Kreis der Stiftungsberechtigten gehörig) sind beispielsweise die Mitglieder der Potsdamer Architektenfamilie Krüger, zu deren bedeutendsten die Maler und Architekten Andreas Krüger (1719–1759), dessen Neffe Andreas Ludwig Krüger (1743–1822), sowie Friedrich Ludwig Carl Krüger (* 1770), Sohn des letzteren, zählen. Weitere bekannte Koppehele-Nachkomme sind der Berliner Pianist Walther Carl Meiszner (1896–1931), Ehemann der japanischen Sängerin Hatsue Yuasa (1905-nach 1943), Albert Ludwig Meißner (1832–1909), Professor für moderne Sprachen an der Queens University Belfast und Verfasser mehrerer sprachdidaktischer Werke (u. a. "The Public School German Grammar", 1887, viele weitere Auflagen) sowie der irische Rechtsanwalt, Pfarrer und Kirchenhistoriker John Ludwig Gough Meissner (1884–1976), Mitglied der Royal Irish Academy. Ein weiterer bekannter Nachkomme ist der deutsch-peruanische Abenteurer, Photograph und Dokumentarfilmer Karl Walter (Carlos W.) Emmermacher (* 1886), der in den 1930er Jahren auch als Kurator der Stiftung wirkte.

## Alternative Namen
Die Stiftung erschien in Akten und Urkunden unter einer Vielzahl uneinheitlicher Schreibweisen, die sich jedoch stets auf dieselbe Einrichtung beziehen. Eine Auswahl der vorkommenden Bezeichnungen: Koppehele’sche Stiftung, Koppehel’sche Stiftung, Koppehl’sche Stiftung, Koppehle’sche Stiftung, Coppehele’sche Stiftung, Coppehl’sche Stiftung, Coppehl’sches Testament, Georgius Koppehele Familienstiftung Magdeburg 1604 usw. Letztere Bezeichnung findet sich im offiziellen Stempel des 1. Kurators der Stiftung in den 1930er Jahren.